# Саркисян, Агаси Соломонович
Агаси Соломонович Саркисян — советский армянский хозяйственный, государственный и политический деятель.

## Биография
Родился в 1905 году в Ехегнадзоре. Член ВКП(б) с 1932 года.
С 1921 года — на хозяйственной, общественной и политической работе. В 1921—1975 гг. — на инженерных и землеустроительных работах Народного комиссариата земледелия ССР Армения, заведующий Промышленным отделом ЦК КП(б) Армении, 3-й секретарь ЦК КП(б) Армении, 2-й секретарь ЦК КП(б) Армении, председатель Верховного Совета Армянской ССР, председатель СНК/СМ Армянской ССР, заместитель министра сельского хозяйства РСФСР, на руководящих должностях в Министерствах водного и сельского хозяйства РСФСР.
Избирался депутатом Верховного Совета СССР 2-го созыва.
Умер в 1985 году в Москве.

## Награды
- Два ордена Ленина (8.02.1944, 24.11.1945).
- Орден Отечественной войны 1 степени (1.02.1945).
- Орден Трудового Красного Знамени (23.11.1940).
- Заслуженный ирригатор Армянской ССР (1960).